# Elias av Bourbon-Parma

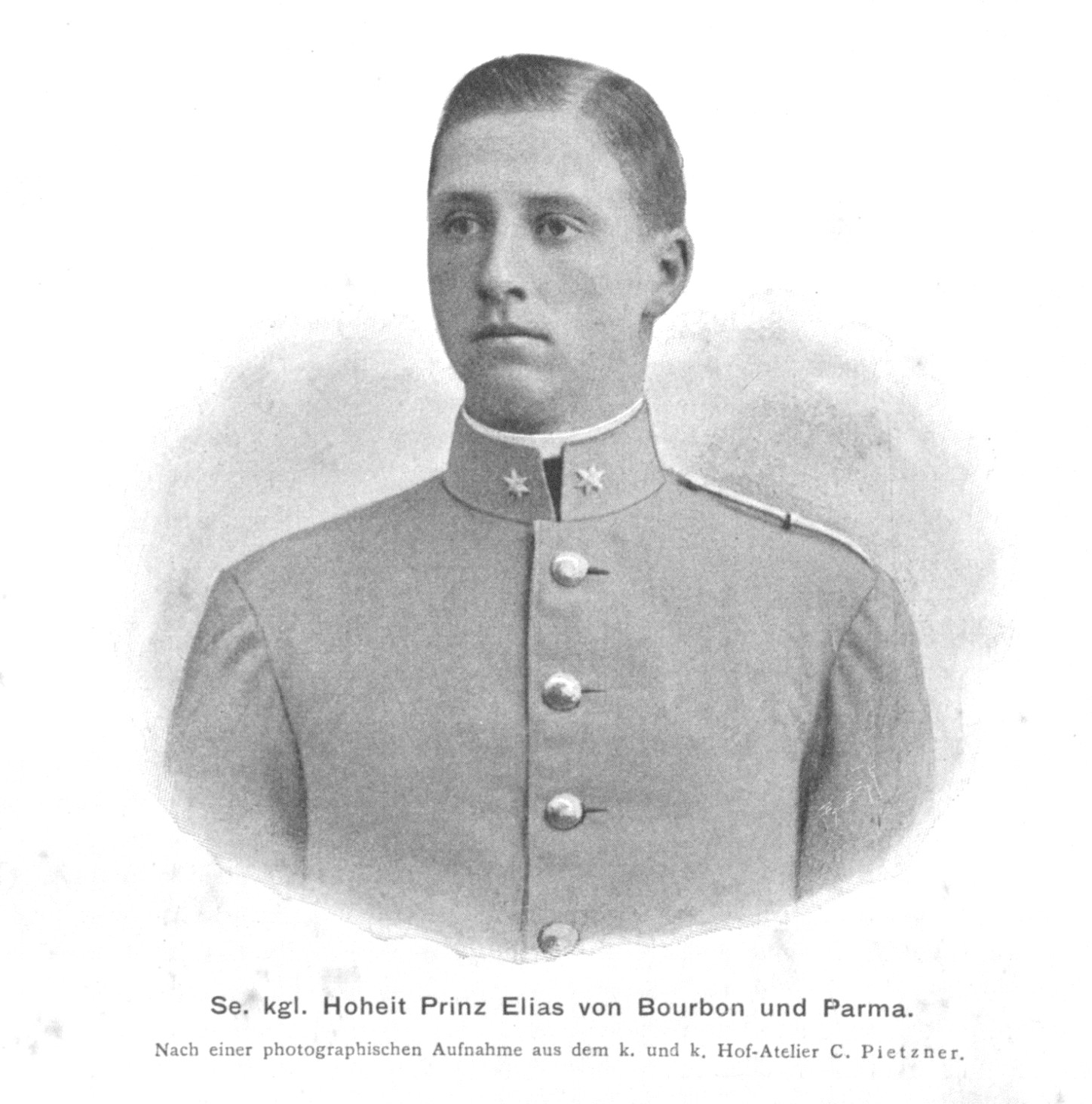
Elias av Bourbon-Parma (1903)

Elias av Bourbon-Parma, Roberto Carlo Maria Pio Giuseppe, hertig av Parma och Piacenza, född 23 juli 1880 i Biarritz, död 27 juni 1959 i Friedberg. Son till Robert I av Parma och halvbror till bland andra Zita av Bourbon-Parma, kejsarinna av Österrike.
Han gifte sig 1903 med ärkehertiginnan Maria Anna av Österrike (1882–1940), dotter till ärkehertig Fredrik Maria Albrecht av Österrike, hertig av Teschen.
Barn:
- Elisabetta Maria Anna Pia Luisa (1904-1983) ogift
- Carlo Luigi Federigo Antonio Roberto Elias Maria (1905-1912)
- Maria Francesca Giuseppa Raniera Enrichetta Pia Luisa (1906-1994) ogift
- Robert II av Parma Ranieri Alexis Luigi Enrico Deodato Elias Pio Maria, hertig av Parma och Piacenza (1909-1974) ogift
- Francesco Ranieri Alexis Luigi Enrico Roberto Pio Carlo Elias Maria (1913-1939) ogift
- Giovanna [Jeanne] Isabella Alfonsina Pia Luisa Maria (1916-1949) ogift
- Alice Maria Teresa Francesca Luisa Pia Anna Valeria (1917-); gift 1936 med Alfonso av Bourbon-Bägge Sicilierna (1901-1964)
- Maria Cristina Albertina Enrichetta Luisa Pia Carlotta (1925-) ogift